# In silico
In silico syftar på det som kan simuleras med hjälp av en dator. Inom många biologiska vetenskaper är det vanligt att datorer används för att studera processer och skeenden, exempelvis kan datorer användas för att förutsäga tredimensionella strukturer för proteiner till viss grad.